# Les Schtroumpfs, le film
Pour les articles homonymes, voir Schtroumpf (homonymie).
Pour plus de détails, voir Fiche technique et Distribution.
Les Schtroumpfs, le film ou Les Schtroumpfs au Québec (Smurfs) est un film d'animation multinational réalisé par Chris Miller et sorti en 2025. Mêlant prise de vues réelles et animation 3D, c'est une nouvelle adaptation de l'univers des Schtroumpfs créé par Peyo, sans lien avec les précédents longs métrages.

## Synopsis
Le Grand Schtroumpf est mystérieusement capturé par des frères sorciers maléfiques, Razamel et Gargamel. La Schtroumpfette va alors le sauver en partant dans le monde réel, aidée par les Schtroumpfs et de nouveaux alliés. D'ailleurs, elle va être accompagnée de son ami proche (intime) appeler Sans Nom (No Name).

## Fiche technique
Sauf indication contraire, les informations mentionnées dans cette section peuvent être confirmées par la base de données cinématographiques IMDb,  présente dans la section « Liens externes ».
- Titre original : Smurfs
- Titre français : Les Schtroumpfs, le film
- Titre québécois : Les Schtroumpfs
- Réalisation : Chris Miller
- Scénario : Pam Brady, d'après l’œuvre de Peyo
- Musique : Henry Jackman
  - Chansons originales : Rihanna
- Direction artistique : Roberto Caruso et Marco Furbatto
- Décors : Max Boas
- Production : Ryan Harris, Rihanna, Laurence Brown, dit Jay Brown et Tyran Smith, dit Ty-Ty
- Sociétés de production : Paramount Animation, Domain Entertainement, Peyo Company
- Société de distribution : Paramount Pictures
- Budget : N/A
- Pays de production :  États-Unis,  Belgique,  Italie,  Australie,  Royaume-Uni
- Langue originale : anglais
- Format : couleur
- Genre : animation, comédie, aventures, fantastique, film musical
- Durée : 92 minutes
- Dates de sortie[3] : 
  - France : 16 juillet 2025
  - Royaume-Uni, États-Unis : 18 juillet 2025

## Distribution

### Voix originales
- Rihanna : la Schtroumpfette (Smurfette en VO[4])
- James Corden : Sans Nom (Schtroumpf Magique à la fin du film)
- Nick Offerman : Ken, le frère du Grand Schtroumpf
- J. P. Karliak (en) : Gargamel et Razamel
- Dan Levy : Joel
- Amy Sedaris : Chanti grimoire Cha-cha-cha (Jaunty en VO)
- Natasha Lyonne : Mama Poot
- Sandra Oh : Moxie, la fille de Ken
- Jimmy Kimmel : Tardigrade
- Octavia Spencer : Asmodius
- Nick Kroll : Chernobog
- Hannah Waddingham : Jezebeth
- Alex Winter : le Schtroumpf costaud
- Maya Erskine : le Schtroumpf coquet
- Billie Lourd : le Schtroumpf inquiet
- Xolo Maridueña : le Schtroumpf à lunettes
- Kurt Russell : Ron, le meilleur ami de Ken et du Grand Schtroumpf
- John Goodman : le Grand Schtroumpf (Papa Smurf en VO)
- Chris Miller : le Schtroumpf grognon
- Hugo Miller : le Schtroumpf maladroit
- Marshmello : Tortue

### Voix françaises
- Sofia Essaïdi : la Schtroumpfette
- Gérard Hernandez : le Grand Schtroumpf
- Jérôme Commandeur : Sans Nom
- Serge Faliu : Ken
- Emmanuel Curtil : Gargamel / le Schtroumpf grognon
- François Damiens : Razamel
- Dorothée : Chanti grimoire Cha-cha-cha
- Patricia Kaas : Mama Poot
- Virginie Hocq : Moxie
- Philippe Katerine : le Schtroumpf coquet

### Voix Québécoises
- Florence Blain Mbaye (en) : la Schtroumpfette
- Guy Nadon : le Grand Schtroumpf
- Thiéry Dubé : Sans Nom (Nom du héros principal en québécois / à la fin du film, Schtroumpf Magique)
- Manuel Tadros : Ken
- Benoît Brière : Gargamel
- Bruno Marcil : Razamel
- Marika Lhoumeau : Chanti grimoire Cha-cha-cha ou juste Chanti
- Pascale Montreuil : Mama Poot (Bloub en VQ)
- Louis-Philippe Berthiaume : le Schtroumpf à lunettes
- Maël Davan-Soulas : Joel

 Source et légende : version française (VF) sur RS Doublage, Unification et Le Figaro.

## Production

### Genèse et développement
Paramount Pictures et Nickelodeon Movies avaient tenté de développer une adaptation des Schtroumpfs avec le producteur Jordan Kerner dans les années 2000, avant que Columbia Pictures et Sony Pictures Animation acquièrent les droits et produisent leur long métrage de 2011, mêlant prise de vues réelles et animation 3D. Il sera suivi par Les Schtroumpfs 2 2013 puis le film d'animation Les Schtroumpfs et le Village perdu en 2017,,,.
En février 2022, il est révélé que LAFIG Belgium et IMPS (rebaptisée Peyo Company), propriétaires des droits des Schtroumpfs, ont signé un contrat de partenariat avec Paramount Animation et Nickelodeon Movies pour produire plusieurs longs métrages, dont le premier est un film musical. Pam Brady est engagée comme scénariste, alors que la production démarre plus tard dans l'année. En juin 2022, Chris Miller, ayant auparavant travaillé chez DreamWorks Animation, est annoncé comme réalisateur. En avril 2023, Rihanna est confirmée pour prêter sa voix à la Schtroumpfette. Il est précisé que la chanteuse va également produire le film et écrire des chansons.
Le film original est initialement The Smurfs Movie, avant d'être rebaptisé The Smurfs Musical. Lors de la CinemaCon d'avril 2024, le film est présenté sous le titre The Smurf Movie. Après la diffusion d'une première bande-annonce en février 2025, il est confirmé que le titre original sera simplement Smurfs. Par ailleurs, pour des raisons inconnues, Nickelodeon Movies ne participe plus au film.

### Attribution des rôles
En avril 2024, lors de la CinemaCon, les noms des doubleurs anglophones sont annoncés : Nick Offerman, Natasha Lyonne, J. P. Karliak (en), Dan Levy, Amy Sedaris, Nick Kroll, James Corden, Octavia Spencer, Hannah Waddingham, Sandra Oh, Alex Winter, Billie Lourd, Xolo Maridueña, Kurt Russell ou encore John Goodman sont annoncés.
Côté voix françaises, Sofia Essaïdi est annoncée pour prêter sa voix à la Schtroumpfette en février 2025. Elle est notamment entourée de Dorothée, Patricia Kaas, Jérôme Commandeur, François Damiens et Philippe Katerine.

### Animation et design
Les services de production du film sont gérés par Nickelodeon Animation Studio, la production d'animation étant assurée par Cinesite (en). Le style de l'animation du film s'inspire fortement des bandes dessinées originales de Peyo. Les dessins de l'artiste ont inspiré de nombreux choix créatifs concernant le look du film, notamment l'incorporation de lignes d'action et de bulles de pensée comiques, ainsi qu'« un style d'animation amusant et dynamique, avec beaucoup d'écrasement et d'étirement. »

### Musique
Rihanna écrit et enregistre des chansons originales pour le film. De plus, la bande originale contient une nouvelle chanson intitulée Higher Love de Desi Trill, qui comprend les contributions de Cardi B, DJ Khaled, Natania et Subhi.

## Sortie, accueil et records
Le film réalise 632 000 entrées pour sa première semaine en France,,.
Il est également le meilleur lancement pour un film d’animation en 2025.